# Leptopelis grandiceps
Leptopelis grandiceps é uma espécie de anfíbio anuro da família Arthroleptidae. Não foi ainda avaliada pela Lista Vermelha do UICN. Está presente na Tanzânia.